# Cuphea armata
Cuphea armata är en fackelblomsväxtart som beskrevs av S.A. Graham. Cuphea armata ingår i släktet blossblommor, och familjen fackelblomsväxter. Inga underarter finns listade i Catalogue of Life.